# Ервін Гоффер
Ервін Гоффер (нім. Erwin Hoffer, нар. 14 квітня 1987, Баден) — австрійський футболіст, нападник клубу «Карлсруе СК».
Протягом кар'єри виступав за австрійські клуби «Адміра-Ваккер» та «Рапід» (Відень), італійське «Наполі», а також ряд німецьких клубів. Крім того залучався до національної збірної Австрії, разом з якою брав участь у домашньому Євро-2008.

## Клубна кар'єра
Вихованець футбольної школи клубу «Адміра-Ваккер». Дорослу футбольну кар'єру розпочав 2004 року в основній команді того ж клубу, в якій провів два сезони, взявши участь у 21 матчі чемпіонату.
Своєю грою за цю команду привернув увагу представників тренерського штабу клубу «Рапід» (Відень), до складу якого приєднався 2006 року. Відіграв за віденську команду наступні три сезони своєї ігрової кар'єри. Більшість часу, проведеного у складі віденського «Рапіда», був основним гравцем атакувальної ланки команди. У складі віденського «Рапіда» був одним з головних бомбардирів команди, маючи середню результативність на рівні 0,48 голу за гру першості.

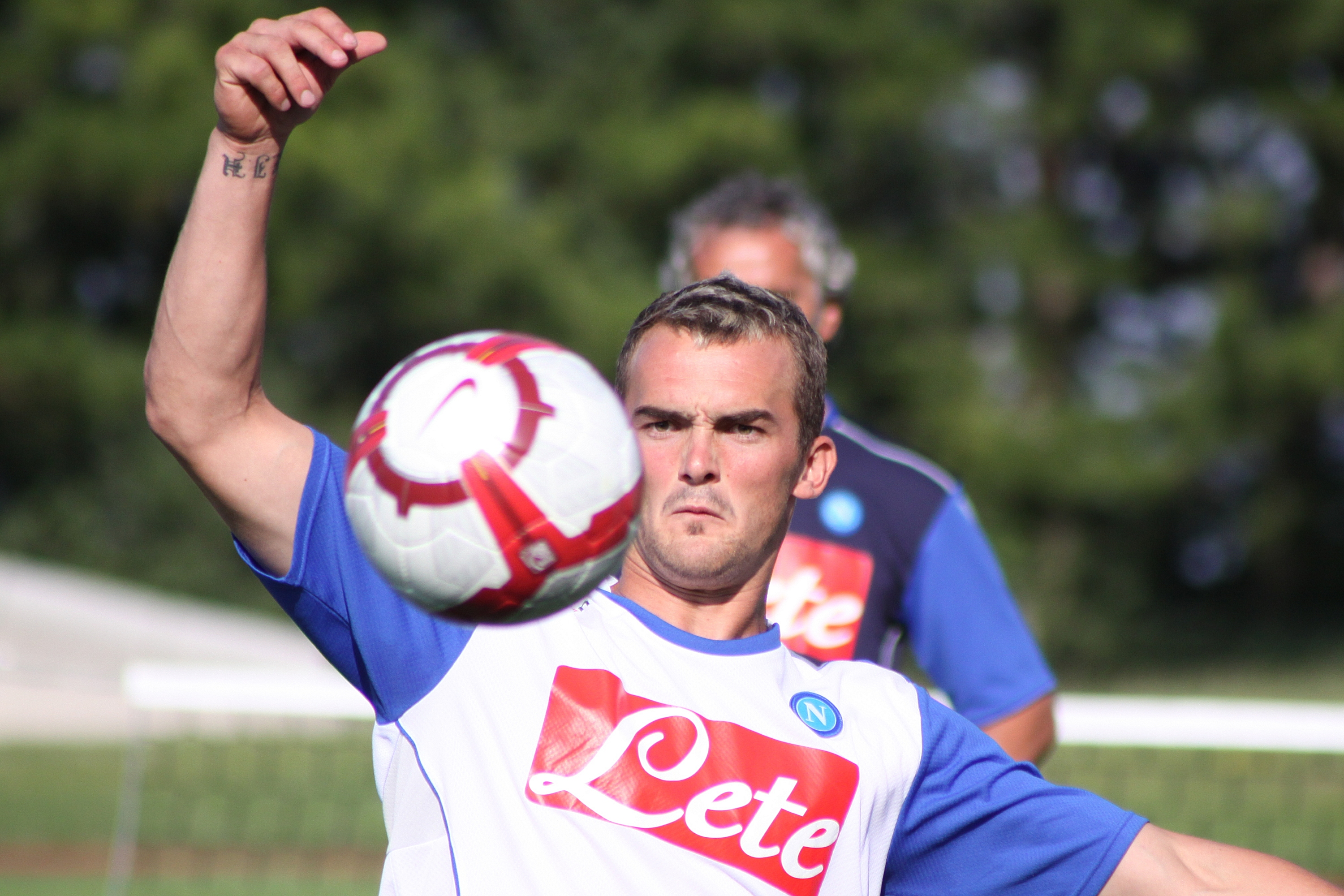
Ервін Хоффер на тренуванні у складі «Наполі». 29 липня 2009 року.

У липні 2009 року уклав контракт з італійським «Наполі», але закріпитись у складі неаполітанців не зумів, зігравши за сезон лише 11 матчів в усіх турнірах. Після цього з 2010 року виступав на правах оренди за німецькі клуби «Кайзерслаутерн» та «Айнтрахт».
21 серпня 2013 року підписав повноцінний дворічний контракт з дюссельдорфською «Фортуною» з другої німецької Бундесліги, в якій провів два сезони. Після цього став гравцем клубу «Карлсруе СК» з цього ж дивізіону.

## Виступи за збірні
У 2004 році дебютував у складі юнацької збірної Австрії, взяв участь у 32 іграх на юнацькому рівні, відзначившись 14 забитими голами.
Протягом 2007–2009 років залучався до складу молодіжної збірної Австрії, разом з якою був учасником молодіжного чемпіонату світу 2007 року, де австрійці зайняли 4 місце. Всього на молодіжному рівні зіграв у 27 офіційних матчах, забив 11 голів.
2 червня 2007 року дебютував в офіційних іграх у складі національної збірної Австрії в товариському матчі зі збірною Парагваю (0:0).
У складі збірної був учасником чемпіонату Європи 2008 року в Австрії та Швейцарії, зігравши в одному матчі проти німців (0:1).
Всього провів у формі головної команди країни 28 матчів, забивши 4 голи.
| Дата       | Місто         | Господарі         | Результат | Гості             | Турнір             | Голи | Примітки |
| ---------- | ------------- | ----------------- | --------- | ----------------- | ------------------ | ---- | -------- |
| 02/06/2007 | Відень        | Австрія           | 0 – 0     | Парагвай          | товариський матч   | -    |          |
| 11/09/2007 | Відень        | Австрія           | 0 – 2     | Чилі              | товариський матч   | -    |          |
| 27/05/2008 | Відень        | Австрія           | 1 – 1     | Нігерія           | товариський матч   | -    |          |
| 30/05/2008 | Відень        | Австрія           | 5 – 1     | Мальта            | товариський матч   | -    |          |
| 16/06/2008 | Відень        | Австрія           | 0 – 1     | Німеччина         | ЧЄ 2008 - 1-й етап | -    |          |
| 10/09/2008 | Маріямполе    | Литва             | 2 – 0     | Австрія           | Відбір до ЧС 2010  | -    |          |
| 11/10/2008 | Торсгавн      | Фарерські острови | 1 – 1     | Австрія           | Відбір до ЧС 2010  | -    |          |
| 15/10/2008 | Відень        | Австрія           | 1 – 3     | Сербія            | Відбір до ЧС 2010  | -    |          |
| 19/11/2008 | Відень        | Австрія           | 2 – 4     | Туреччина         | товариський матч   | -    |          |
| 01/04/2009 | Клагенфурт    | Австрія           | 2 – 1     | Румунія           | Відбір до ЧС 2010  | 2    |          |
| 06/06/2009 | Белград       | Сербія            | 1 – 0     | Австрія           | Відбір до ЧС 2010  | -    |          |
| 12/08/2009 | Клагенфурт    | Австрія           | 0 – 2     | Камерун           | товариський матч   | -    |          |
| 05/09/2009 | Грац          | Австрія           | 3 – 1     | Фарерські острови | Відбір до ЧС 2010  | -    |          |
| 09/09/2009 | Бухарест      | Румунія           | 1 – 1     | Австрія           | Відбір до ЧС 2010  | -    |          |
| 14/10/2009 | Париж         | Франція           | 3 – 1     | Австрія           | Відбір до ЧС 2010  | -    |          |
| 18/11/2009 | Відень        | Австрія           | 1 – 5     | Іспанія           | товариський матч   | -    |          |
| 11/08/2010 | Клагенфурт    | Австрія           | 0 – 1     | Швейцарія         | товариський матч   | -    |          |
| 07/09/2010 | Зальцбург     | Австрія           | 2 – 0     | Казахстан         | Відбір до ЧЄ 2012  | 1    |          |
| 08/10/2010 | Відень        | Австрія           | 3 – 0     | Азербайджан       | Відбір до ЧЄ 2012  | -    |          |
| 12/10/2010 | Брюссель      | Бельгія           | 4 – 4     | Австрія           | Відбір до ЧЄ 2012  | -    |          |
| 09/02/2011 | Ейндговен     | Нідерланди        | 3 – 1     | Австрія           | товариський матч   | -    |          |
| 29/03/2011 | Стамбул       | Туреччина         | 2 – 0     | Австрія           | Відбір до ЧЄ 2012  | -    |          |
| 03/06/2011 | Відень        | Австрія           | 1 – 2     | Німеччина         | Відбір до ЧЄ 2012  | -    |          |
| 07/06/2011 | Грац          | Австрія           | 3 – 1     | Латвія            | товариський матч   | -    |          |
| 10/08/2011 | Клагенфурт    | Австрія           | 1 – 2     | Словаччина        | товариський матч   | 1    |          |
| 02/09/2011 | Гельзенкірхен | Німеччина         | 6 – 2     | Австрія           | Відбір до ЧЄ 2012  | -    |          |
| 06/09/2011 | Відень        | Австрія           | 0 – 0     | Туреччина         | Відбір до ЧЄ 2012  | -    |          |
| 29/02/2012 | Клагенфурт    | Австрія           | 3 – 1     | Фінляндія         | товариський матч   | -    |          |
| Усього     |               | Матчів            | 28        |                   | Голів              | 4    |          |

## Досягнення
- Чемпіон Австрії: 2007/08
- Володар Кубка Інтертото: 2007